# Hervormde kerk (Aalburg)

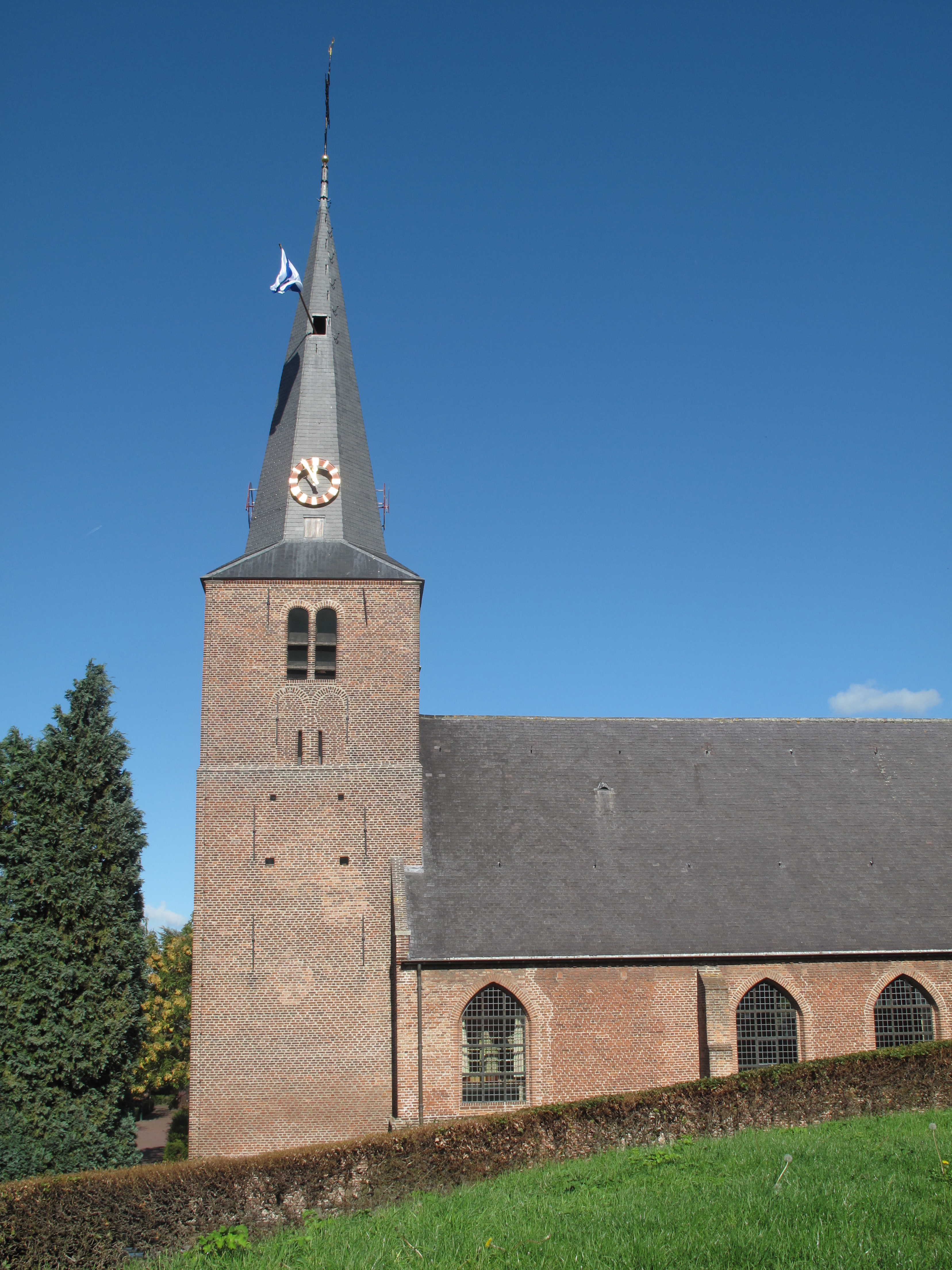
De hervormde kerk van Aalburg in 2012

De hervormde kerk van Aalburg is een protestants kerkgebouw in de buurt en het oude dorp Aalburg, deel van Wijk en Aalburg dat op zijn beurt tegenwoordig valt onder de gemeente Altena in de Nederlandse provincie Noord-Brabant. De kerk ligt hier aan de Maasdijk 57.
In Wijk en Aalburg bevinden zich nog een tweede, eveneens hervormde kerk aan de Grote Kerkstraat 30 en een hersteld hervormde kerk aan de Engelsestoof.

## Geschiedenis
De oudste vermelding van deze kerk dateert van 1012 en daarmee is ze de vroegst vermelde kerk van het Land van Heusden en Altena. Ze was gewijd aan de heilige Trudo en het patronaatsrecht was verbonden aan de Abdij van Sint-Truiden. Later werd een gotisch schip met koor gebouwd en in de 14e eeuw een vlakopgaande toren, die later nog enigszins verhoogd is. Het gebouw werd einde 16e eeuw genaast door de hervormden, en in 1610 kwam de eerste predikant. De kerk, die oorspronkelijk met een rieten dak was gedekt, brandde in 1630 uit, maar werd herbouwd. Een inscriptie in de noordelijke zijmuur herinnert hieraan.
In de winter van 1944 lag het front aan de Maas. Door de vele beschietingen liep de kerk ernstige schade op. Het orgel uit 1828, gebouwd door Cornelis van Oeckelen, werd vernield. In 1955 werd de herstelde kerk ingewijd.
Opmerkelijk zijn de – later dichtgemetselde – afzonderlijke mannen- en vrouweningangen in de zijmuren.

## Interieur
Het schip heeft een houten tongewelf. Het orgel stamt uit 1990 en is deels een replica van het Van Oeckelenorgel. Het is gebouwd door S.F. Blank uit Herwijnen in Biedermeierstijl. Er zijn vier geelkoperen kroonluchters uit 1503. Ook is er een geelkoperen lezenaar uit 1801 in Lodewijk XVI-stijl. De preekstoel en doopvont zijn uit omstreeks 1800. Voorts bezit de kerk enkele oude grafzerken, zoals één uit 1449 met de tekst: Bidt voor de ziele en het wapen van Wijk. Verder bevinden zich in de kerk nog grafzerken van enkele predikanten, uit 1646 en 1725.